# ミッキーの移動住宅
『ミッキーの移動住宅』（ミッキーのいどうじゅうたく、原題：Mickey's Trailer）は、ウォルト・ディズニー・プロダクション（現：ウォルト・ディズニー・カンパニー）が製作したアニメーション短編映画作品。1938年5月6日公開。ミッキーマウスの短編映画シリーズの一作品である。

## あらすじ
ミッキー、ドナルド、グーフィーの3人はトレーラーハウスで暮らしている。ミッキーはコック、グーフィーは牽引車の運転手とそれぞれ仕事をしているのにドナルドは眠っているだけの怠け者。優雅な背景絵は自前で用意、水や食料は道端の滝や畑から拝借するという悠々自適の生活を送る。
トレーラーハウスが山道に差し掛かった時に事件が起きる。食事の時間になり、グーフィーは喜んで家の食卓に。運転手がいなくなった牽引車はそのまま走り続け、「通行禁止」の立て札も無視して危険な山道を突き進んでいく。しばらくしてミッキーとドナルドが「誰が運転してるんだい?」とグーフィーに尋ねてもグーフィーは食事に夢中で耳を貸さない。だが、ハッとして誰も乗っていない牽引車の運転席を見て、ようやくことの重大さに気づいたグーフィーは慌てて車に戻るが、その弾みに牽引車とトレーラーハウスを繋ぐ連結部分がグーフィーの足が当たった事で外れてしまい、舵を失ったトレーラーハウスは山道を逆走し始めた。
暴走するトレーラーハウスに取り残されてしまったミッキーとドナルド。迫りくる対向車（運転手はピート）や急カーブはミッキーの気転で何とか逃れ、貨物列車がやってくる踏切もギリギリで衝突を回避。ドナルドも自動車電話で助けを求めるが、暴走する車内では話どころではなかった。一方、トレーラーハウスの連結が外れていることに全く気付いていないグーフィーはのん気に鼻歌を歌いながら麓へやってきた。暴走の末に山道を転がり落ちてきたトレーラーハウスもいつの間にか再び連結され、ボロボロのミッキーやドナルドにも気付かないまま、最後にグーフィーが「ほら、僕のおかげで無事に麓に着いたよ」と言う。

## スタッフ
- 監督：ベン・シャープスティーン
- 製作：ウォルト・ディズニー、ジョン・サザーランド
- 作画：ジョニー・キャノン、クライド・ジェロニミ、エド・ラヴ 他

## キャスト
| キャラクター             | 原語版               | 旧吹き替え版 | 新吹き替え版 |
| ------------------------ | -------------------- | ------------ | ------------ |
| ミッキーマウス           | ウォルト・ディズニー | 後藤真寿美   | 青柳隆志     |
| ドナルドダック           | クラレンス・ナッシュ | 関時男       | 山寺宏一     |
| グーフィー               | ピント・コルヴィッグ | 小山武宏     | 島香裕       |
| ピート（対向車の運転手） | -                    | -            | -            |
| ナレーション             | -                    | 土井美加     | -            |

## 日本での公開
収録
- 『ディズニー・アニメ ゴールド・シリーズ ミッキーマウス』（VHS、ポニー、旧吹き替え版）
- 『ディズニー・ゴールド・ディスク ミッキーマウス!! アニバーサリー・ショー』（LD、1987年発売、旧吹き替え版）
- 『夢と魔法の宝石箱 ディズニーのなかまたち』（VHS、バンダイ、旧吹き替え版）
- 『Mickey Mouse A Star is Born』（LD、1994年発売、新吹き替え版）
- 『夢と魔法の宝石箱 ミッキーのバケーション』（VHS、ブエナ ビスタ ジャパン、1995年発売、新吹き替え版）
- 『夢と魔法の宝石箱 ミッキーのバケーション』（LD、1995年発売、新吹き替え版）
- 『ミッキー ザ・グレーテスト・ヒッツ』（VHS、ブエナ ビスタ ホーム エンターテイメント、1996年発売、新吹き替え版）
- 『ミッキー ザ・グレーテスト・ヒッツ』（LD、1996年発売、新吹き替え版）
- 『ミッキーマウス/カラーエピソード Vol.1 限定保存版』（DVD、ブエナ ビスタ ホーム エンターテイメント、2004年発売、新吹き替え版）
- 『ディズニーのアドベンチャー・ファン』（DVD、ブエナ ビスタ ホーム エンターテイメント、2006年発売、新吹き替え版）
- 『ミッキーのバケーション』（DVD、ウォルト ディズニー スタジオ ホーム エンターテイメント、2007年発売、新吹き替え版）
- 『セレブレーション! ミッキーマウス』（DVD、ウォルト・ディズニー・ジャパン、2018年発売、新吹き替え版）

放送
- 『ディズニークラシック短編集』 - 不定期

## その他
- 音楽は「メリーさんのひつじ（Mary Had a Little Lamb）」の旋律をアレンジしたものである。
- ドナルドが入浴するシーンで本来紫の服を着ていたが、途中で青になる着色ミスがある。